# Lacasa
Lacasa (Chocolates Lacasa) és una empresa aragonesa que produeix i comercialitza llaminadures, torrons, xocolates i caramels, incloent-hi les marques comercials Lacasitos, Conguitos, Mentolín i caramels Mauri. La seu central és a Utebo, on hi ha també la meitat de les fàbriques de l'empresa. Compta amb uns 500 treballadors arreu de l'estat.

## Història
Va néixer com una empresa familiar l'any 1852, quan Antonio Lacasa va obrir a Jaca un magatzem amb el seu cognom al qual venia cigrons, teixits i de pas les xocolates que fabricava ell mateix artesanalment. El seu fill José Lacasa, en heretar el negoci, va decidir centrar-lo únicament a la fabricació i venda de xocolata feta per ell mateix i de la distribució de cafè. Quan va llegar-lo als seus fills, Joaquín i José María Lacasa, l'empresa Lacasa era encara de producció totalment manual i comptava quinze treballadors. Així i tot les seves xocolates eren preuades i reconegudes a Aragó, com ho mostren diversos premis que van rebre en 1885 i 1888.
A finals de la dècada de 1920 Joaquín i José María van començar a comprar màquines: per a pesar, un molí de cacau, una torradora de cafè, etc. Aquesta industrialització va permetre en 1928 fabricar mitja tona de xocolata al dia, incloent-hi xocolata amb ametlles i xocolata per fer desfeta. D'altra banda, va permetre introduir novetats al mercat, com per exemple el cafè torrefacte. L'any 1939 decidiren traslladar la fàbrica a Saragossa.
Als anys 1940, front a la crisi econòmica de la postguerra, van diversificar la seva gamma de productes, centrant-se especialment en els més rics i elaborats. El seu producte estrella va esdevenir el torró de xocolata amb ametlles, també van començar a fer altres torrons per a pastisseries i bombons, que aleshores encara es feien a mà. Als anys 1950 van construir una segona fàbrica a Saragossa i van expandir el negoci d'Aragó a tot Espanya.
A partir del 1957, morts els dos germans, l'empresa passà a mans de la vídua de José María, Carmen Echeverría. Ella va comprar altres petites empreses fabricants de caramels i embolicadores de sucre, va llançar els lacasitos el 1982 i els conguitos el 1993. Als anys 1990 va comprar altres empreses de xocolates i caramels infantils, com per exemple la barcelonina Mauri, i va començar a exportar primer a tota la península Ibèrica i finalment a més de quaranta països dels cinc continents. El 2003 va rebre la Medalla de Oro al Mérito en el Trabajo del ministeri espanyol. El 2005 la Carmen va morir, deixant l'empresa als seus cinc fills, besnets del fundador Antonio Lacasa.

## Dades econòmiques
Actualment la producció es fa a quatre fàbriques espanyoles, dues a Saragossa, una a Oviedo i una altra Quintanar de la Orden (Toledo). Hi treballen unes cinc-centes persones de mitjana, depenent de la temporada i assolint les set-centes en temporada alta. A Buenos Aires (Argentina) hi ha un altre centre productiu.
La seu central és a Saragossa. Hi ha delegacions comercials a Barcelona, Madrid, Algés (Portugal) i Buenos Aires. L'any 2010, Lacasa va ingressar més de 87 milions d'euros en vendes a tot el món, especialment a Espanya, Portugal i Argentina.
Entre els seus productes hi ha torrons, trufes, bombons, fruita seca banyada en xocolata, xocolata (tauletes, xocolatines, figures de xocolata, etc.), caramels i altres llaminadures.